# Абу-ль-Аббас ас-Саффах
Абуль-Абба́с Абдулла́х ібн Муха́ммад ас-Саффа́х (араб. أبو العباس عبد الله السفاح; 724—754)  — перший халіф (з 750 року, можливо, з 749) та засновник династії Аббасидів. Нащадок дядька Пророка Магомета (правильніше — Мухаммеда) аль-Аббаса Абд аль-Муталліба (? — 653 рік), праправнук Аббаса и старший брат Абу Джафар аль-Мансура.

## Етимологія імені
«Ас — Саффах» (السفّاح)  — це месіанська релігійна назва, яка зустрічається в хадисах. На давній арабській мові означала «щедрий» від слова  yasfaḥ «виливати», маючи на увазі, що майбутній правитель буде ліберальним щодо підтримання добробуту мусульман. У сучасній арабській мові це слово набуло негативний відтінок і означає "той, хто проливає кров, головоріз, кривавий. Абуль — Аббас присвоїв цей месіанський титул у своїй першій проповіді у Куфі в 749 році через те, що патологічно боявся втратити отриманий ним трон, через свій страх розв'язав в країні кривавий терор. Проте ця версія походження імені є малоймовірною.

## Походження
Ас — Саффах був керівником однієї гілки Бану Хашим з Аравії, клану племені курайшитів, які вели своє походження від Хашима, прадіда Мухамеда через Аббаса, дядька Мухаммада, звідси і назва «Аббасиди», якою називали нащадків халіфату Аббаса. Цей непрямий зв'язок з великим кланом Мухаммеда став достатньою підставою щодо заявки Ас - Саффаха титулуватися халіфом. Проте, за традицією, Аббас ніколи не був навернений в іслам або лише робив нерішучі кроки щодо переходу до нього, що послабляло його легітимність.

## Передумови повстання Абуль— Абба́са ас— Саффа́ха
Як описано в багатьох хадисах, багато, хто вірив, що в кінці світу з сім'ї Мухаммеда  з'явиться великий лідер чи Магді, який на давній арабській означало, в основному, «Великодушний», який би звільнив іслам від корумпованого керівництва. Нерішучі політики з останніх Омеядів терпіли мусульман  - не арабів і шиїтів, які виступали основою силою опозиції. Омеядам  не вдалося придушити заворушення серед них. Під час правління останнього з Омеядів, халіфа ібн Абд Хішама аль — Маліка, ці заворушення призвели до бунту і повстання в Куфі на півдні Іраку, в основному повстали раби міста. Також повстали шиїти в 736 р. і тримали місто до 740 року, на чолі з Алі ібн Зайда, онуком Хусейна і іншим членом Бану Хашиму. Повстання Зайда не вдалося, і було придушене військами Омеядів у 740 році. Повстання в Куфі показало як силу Омеядів, так і зростаюче невдоволення в мусульманському світі.

## Повстання Абуль— Аббаса. Прихід до влади
В останні дні халіфату Омеядів, Абу аль-Аббас і його клан вирішив почати своє повстання в Хорасані, важливій, але віддаленій військовій області, в яку входить Східний Іран, південні частини сучасних республік Центральної Азії: Туркменістану, Узбекистану, Таджикистану, Киргизстану і північного Афганістану. У 743 році, смерть халіфа Омеядів Хішама спровокувала повстання на сході, внаслідок чого за рік (743—744 роки) на престолі змінилися чотири халіфи, а коли нарешті «володарем правовірних» став у 744 р. енергійний, хитрий і жорстокий Мерван ІІ (744—750 роки), династію вже не можна було врятувати. Проти прогнилого Дамаського халіфату піднялися мусульмани — ортодокси, шиїти, хариджити, пригноблені народи, обдурені неомусульмани, а справжнім «чорним днем» Омеядів стало 9 червня 747 року, коли в Мерві колишній раб, а тепер таємний емісар Аббасидів перс Абу Муслім підняв чорний прапор, який символізував траур за Алі та Хусейном і став офіційним кольором Аббасидів. За наказом Аббасида Ібрахіма ібн Мухаммеда його емісари розпочали в 747 році повстання.
Халіф Мерван ІІ, дізнавшися про заколот, наказав отруїти Ібрахіма (749 рік), але його брат Абу-ль-Аббас Абдаллах уник страти й став політичним лідером антиомеядського повстання.
Розгромивши омеядського намісника Хорасану Насра ібн Саяра, «чорні» здобули в 749 році Куфу, де вільновідпущений Абу Салама спробував передати владу Алідам, але Аббасиди руками Абу Мусліма знищили конкурентів.
У листопаді 749 року Куфа присягнула Абу-ль-Аббасу як халіфу.
Вирішальну битву на річці Великий Заб (біля Мосула) Мерван ІІ програв на початку 750 року, а через півроку його впіймали й знищили в Єгипті.. Переможці вирізали всіх Омеядів, крім ар Абдаррахман I, який утік до Іспанії, де заснував окрему від Аббасидів ісламську державу із столицею в Кордові.

## Халіфат Аббасидів (Багдадський халіфат)
Прийшовши до влади, Абу — ль — Аббас оголосив амністію покірним (ставши Ас — Саффах — «Той, що дарує гріхи», ще одна версія походження імені Ас -Саффах) й обнародував політичну програму Аббасидів, яка полягала в перетворенні арабо-мусульманського халіфату на теократичну ісламську імперію. Таким був результат масового персько-шиїтського руху, на хвилі якого Аббасиди здобули владу.
Аббасиди оголосили, що не будуть відрізняти шиїтів від суннітів, мусульман-арабів від мусульман — неарабів, і закликали всіх «правовірних» до загального єднання.  Опорою нової династії одразу став шиїтсько — аббасидський Ірак, тому володарювання Саффах розпочав перенесенням столиці халіфату з Дамаска в іракське місто Анбар. Абу-ль-Аббас був відзначений з зусиллями по зміцненню та відновленню халіфату. Євреї, християни — несторіанці і перси були добре представлені в його уряді і в наступній адміністрації Аббасидів. Заохочувалась освіта, створені перші паперові фабрики в Самарканді, укомплектовані кваліфікованими китайськими полоненими, які були захоплені  в битві при Таласі. Абу-ль-Аббас продовжував подавлення хариджитського руху в Північній Африці, яке почалось в період правління останніх Омеядів. За його правління мусульмани не досягли значних успіхів, крім кількох успішних походів на тюркські племена і візантійців.
Було здійснено військову реформу. В армії почали служити неараби і немусульмани, що було великим контрастом в порівнянні з Омеядами. Як командуючого, Ас — Саффах обрав Абу Мусліма, який служив в армії Аббасидів  до 755 р.
Однак, не всі мусульмани визнали легітимність  халіфату Ас — Саффаха. Згідно з поглядами більш пізніх шиїтів, Ас — Саффах відмовився від своїх обіцянок, які були дані партизанам Алідів щодо вимоги назви халіфату. Шиїти надіялися, що їхній імам буде названий головою халіфату. Зрада Ас — Саффаха віддалила від нього його шиїтських прихильників, хоча продовження дружніх стосунків з іншими угрупуваннями зробило Аббасида більше платоспроможним, ніж Омеядів.

## Смерть
Але продовжити реформи  Абу-ль-Аббас не встиг, бо 9 червня 754 року 30-річний халіф раптово помер від натуральної віспи.  Відчуваючи наближення смерті, він утвердив за своїм братом Абу Джафаром на прізвисько аль — Мансур («Непереможний, якому допомагає Аллах», 754—775 роки) право на халіфат, як другий спадкоємець халіф змусив присягнути свого двоюрідного брата Ісу Ібн Мусу. І по смерті Абу — ль — Аббаса ас — Саффаха до влади прийшов його старший брат Абу Джафар аль Мансур